# Adi Smolar
Adi Smolar, slovenski kantavtor in pesnik, * 25. marec 1959, Slovenj Gradec

## Mladost in šolanje
Adi Smolar se je rodil v glasbeni družini. Njegov oče, prav tako Adi, je bil trobentač v Ansamblu Fantje treh dolin. 
V mladosti je Adi igral klarinet in harmoniko in bil član pevskih zborov. Osnovno šolo je obiskoval v Vuzenici, gimnazijo pa v Ravnah na Koroškem. Z osemnajstimi leti je pričel igrati tudi na kitaro. Leta 1978 se je vpisal na študij slovenščine in primerjalne književnosti na Filozofski fakulteti v Ljubljani, vendar študija ni dokončal. 

## Glasba
Leta 1981 je imel prvi javni koncert v Cerknici, v 90. letih 20. stoletja pa je postal znan širši slovenski glasbeni sceni. Znan je predvsem kot kantavtor in pisec besedil za različne glasbene skupine. Nekaj časa so bili njegova spremljevalna skupina Leteči potepuhi. Leta 1989 je izdal tudi pesniško zbirko z naslovom Naš svet se pa vrti.

## Poezija in proza
Leta 1996 je izšel prvi del serije knjig kratke mladinske proze z naslovom Pujsa in Andrej Migec, sledile so slikanice: Jezikovni kotliček (2011), Zgodba o rolici papirja (2012), Radovedna putka (2013), Domišljava žaba (2013) in Jaz ne grem v šolo (2014). Kratka otroška proza, ki jo je objavljal v reviji Firbec, je leta 2013 izšla v knjigi Zgode in prigode Tečka Sitnobe.

## Diskografija
| leto | album                          | opomba                |
| ---- | ------------------------------ | --------------------- |
| 1989 | Naš svet se pa vrti            |                       |
| 1993 | No ja, pa kaj...               | album v živo          |
| 1994 | Neprilagojen                   | z Letečimi potepuhi   |
| 1995 | Bognedaj da bi crknu televizor | z Letečimi potepuhi   |
| 1996 | Saj te prime – pa te mine      |                       |
| 1997 | Jaz sem nor                    |                       |
| 1998 | Od A do S                      | kompilacijski album   |
| 1999 | Je treba delat                 |                       |
| 2000 | Jaz ne grem v šolo             |                       |
| 2001 | Ne se bat'                     |                       |
| 2002 | Koncert                        | album v živo          |
| 2004 | Vse je krasno                  |                       |
| 2008 | Brez dlake na jeziku           |                       |
| 2008 | Prvih pet                      | kompilacijski album   |
| 2011 | Se počasi daleč pride          | z Mestnimi postopači  |
| 2018 | Prav zdaj                      |                       |
| 2022 | Pasji dnevi za kantavtorje     | kompilacijska vinilka |